# Градска џамија у Дервенти
Градска џамија у Дервенти, позната и као Али-агина џамија је верски објекат који се налази у центру Дервенте. Џамија и њена околина проглашени су за Национални споменици Босне и Херцеговине.
Џамија је темељно обновљена 1895. године донацијама. Свој допринос обнови џамије у износу од 500 форинти дао је и аустријски Фрања Јосиф. Овакав облик џамија је имала до 31. маја 1992. године, када је срушена.
Проглашена је националним спомеником, као и место где се налази џамија. Комисија је своју одлуку донела 2003. године.